# Howy Parkins
Howard Aloysius Parkins conocido profesionalmente como Howy Parkins (n. 1 de diciembre de 1967) es un animador y director estadounidense que dirigió en Rocko's Modern Life y Dave, el bárbaro, entre otros.

## Vida personal
Estuvo casado con la directora Sherie Pollack.

## Filmografía
- La vida moderna de Rocko (director de animación)
- ¡Oye, Arnold!
- Recess
- Rugrats
- Lloyd en el espacio
- Dave, el bárbaro
- La nueva escuela del emperador
- Jake y los piratas de Nunca Jamás
- La Guardia del León (coproductor ejecutivo, director supervisor, voz de Mbeya)
- ¡Hailey está en ello! (coproductor ejecutivo)